# سیارک ۱۶۴۶۶
سیارک ۱۶۴۶۶ (به انگلیسی: 16466 Piyashiriyama، نامگذاری:1990FJ2) شانزده هزار و چهارصد و شصت و ششمین سیارک کشف شده‌است. این سیارک در ۲۹ مارس ۱۹۹۰ کشف شد.
قدر مطلق سیارک برابر ۴۲.۶ می‌باشد.